# Friidrott vid olympiska sommarspelen 1948
Friidrotten vid de olympiska sommarspelen 1948 i London bestod av 33 grenar, 24 för män och 9 för kvinnor, och hölls mellan  30 juli och 7 augusti 1948 på Wembley Stadium. Antalet deltagare var 745 tävlande från 53 länder.

## Medaljfördelning
| Medaljfördelning |                 |      |        |       |        |
| Placering        | Nation          | Guld | Silver | Brons | Totalt |
| 1                | USA             | 12   | 5      | 10    | 27     |
| 2                | Sverige         | 5    | 3      | 5     | 13     |
| 3                | Nederländerna   | 4    | 0      | 2     | 6      |
| 4                | Frankrike       | 2    | 3      | 3     | 8      |
| 5                | Ungern          | 2    | 0      | 1     | 3      |
| 6                | Australien      | 1    | 3      | 2     | 6      |
| 7                | Italien         | 1    | 3      | 1     | 5      |
| 8                | Finland         | 1    | 2      | 0     | 3      |
| 8                | Jamaica         | 1    | 2      | 0     | 3      |
| 10               | Argentina       | 1    | 1      | 0     | 2      |
| 10               | Tjeckoslovakien | 1    | 1      | 0     | 2      |
| 12               | Belgien         | 1    | 0      | 1     | 2      |
| 12               | Österrike       | 1    | 0      | 1     | 2      |
| 14               | Storbritannien  | 0    | 6      | 2     | 8      |
| 15               | Schweiz         | 0    | 1      | 1     | 2      |
| 16               | Ceylon          | 0    | 1      | 0     | 1      |
| 16               | Jugoslavien     | 0    | 1      | 0     | 1      |
| 16               | Norge           | 0    | 1      | 0     | 1      |
| 19               | Panama          | 0    | 0      | 2     | 2      |
| 20               | Danmark         | 0    | 0      | 1     | 1      |
| 20               | Kanada          | 0    | 0      | 1     | 1      |
| 20               | Turkiet         | 0    | 0      | 1     | 1      |

## Medaljörer

### Herrar
| Gren                              | Guld                                                                | Silver                                                                              | Brons                                                                          |
| 100 meter Detaljer...             | Harrison Dillard · USA                                              | Barney Ewell · USA                                                                  | Lloyd LaBeach · Panama                                                         |
| 200 meter Detaljer...             | Mel Patton · USA                                                    | Barney Ewell · USA                                                                  | Lloyd LaBeach · Panama                                                         |
| 400 meter Detaljer...             | Arthur Wint · Jamaica                                               | Herb McKenley · Jamaica                                                             | Mal Whitfield · USA                                                            |
| 800 meter Detaljer...             | Mal Whitfield · USA                                                 | Arthur Wint · Jamaica                                                               | Marcel Hansenne · Frankrike                                                    |
| 1 500 meter Detaljer...           | Henry Eriksson · Sverige                                            | Lennart Strand · Sverige                                                            | Wim Slijkhuis · Nederländerna                                                  |
| 5 000 meter Detaljer...           | Gaston Reiff · Belgien                                              | Emil Zátopek · Tjeckoslovakien                                                      | Wim Slijkhuis · Nederländerna                                                  |
| 10 000 meter Detaljer...          | Emil Zátopek · Tjeckoslovakien                                      | Alain Mimoun · Frankrike                                                            | Bertil Albertsson · Sverige                                                    |
| Maraton Detaljer...               | Delfo Cabrera · Argentina                                           | Tom Richards · Storbritannien                                                       | Etienne Gailly · Belgien                                                       |
| 110 meter häck Detaljer...        | William Porter · USA                                                | Clyde Scott · USA                                                                   | Craig Dixon · USA                                                              |
| 400 meter häck Detaljer...        | Roy Cochran · USA                                                   | Duncan White Ceylon                                                                 | Rune Larsson · Sverige                                                         |
| 3 000 meter hinder Detaljer...    | Tore Sjöstrand · Sverige                                            | Erik Elmsäter · Sverige                                                             | Göte Hagström · Sverige                                                        |
| 4 x 100 meter stafett Detaljer... | USA · Barney Ewell · Lorenzo Wright · Harrison Dillard · Mel Patton | Storbritannien · Alastair McCorquodale · John Gregory · Kenneth Jones · John Archer | Italien · Michele Tito · Enrico Perucconi · Carlo Monti · Antonio Siddi        |
| 4 x 400 meter stafett Detaljer... | USA · Roy Cochran · Cliff Bourland · Arthur Harnden · Mal Whitfield | Frankrike · Jean Kerebel · Francis Schewetta · Robert Chef d’Hotel · Jacques Lunis  | Sverige · Kurt Lundquist · Lars-Erik Wolfbrandt · Folke Alnevik · Rune Larsson |
| 10 kilometer gång Detaljer...     | John Mikaelsson · Sverige                                           | Ingemar Johansson · Sverige                                                         | Fritz Schwab · Schweiz                                                         |
| 50 kilometer gång Detaljer...     | John Ljunggren · Sverige                                            | Gaston Godel · Schweiz                                                              | Tebbs Lloyd Johnson · Storbritannien                                           |
| Längdhopp Detaljer...             | Willie Steele · USA                                                 | Theo Bruce · Australien                                                             | Herb Douglas · USA                                                             |
| Tresteg Detaljer...               | Arne Åhman · Sverige                                                | George Avery · Australien                                                           | Ruhi Sarialp · Turkiet                                                         |
| Höjdhopp Detaljer...              | John Winter · Australien                                            | Bjørn Paulson · Norge                                                               | George Stanich · USA                                                           |
| Stavhopp Detaljer...              | Guinn Smith · USA                                                   | Erkki Kataja · Finland                                                              | Bob Richards · USA                                                             |
| Kulstötning Detaljer...           | Wilbur Thompson · USA                                               | Jim Delaney · USA                                                                   | Jim Fuchs · USA                                                                |
| Diskuskastning Detaljer...        | Adolfo Consolini · Italien                                          | Giuseppe Tosi · Italien                                                             | Fortune Gordien · USA                                                          |
| Släggkastning Detaljer...         | Imre Németh · Ungern                                                | Ivan Gubijan Jugoslavien                                                            | Robert Bennett · USA                                                           |
| Spjutkastning Detaljer...         | Tapio Rautavaara · Finland                                          | Steve Seymour · USA                                                                 | József Várszegi · Ungern                                                       |
| Tiokamp Detaljer...               | Bob Mathias · USA                                                   | Ignace Heinrich · Frankrike                                                         | Floyd Simmons · USA                                                            |

### Damer
| Gren                              | Guld | Silver                                                                      | Brons                                                               |
| 100 meter Detaljer...             | Fanny Blankers-Koen · Nederländerna                                                                           | Dorothy Manley · Storbritannien                                             | Shirley Strickland · Australien                                     |
| 200 meter Detaljer...             | Fanny Blankers-Koen · Nederländerna                                                                           | Audrey Williamson · Storbritannien                                          | Audrey Patterson · USA                                              |
| 80 meter häck Detaljer...         | Fanny Blankers-Koen · Nederländerna                                                                           | Maureen Gardner · Storbritannien                                            | Shirley Strickland · Australien                                     |
| 4 x 100 meter stafett Detaljer... | Nederländerna · Xenia Stad-de Jong · Netty Witziers-Timmer · Gerda van der Kade-Koudijs · Fanny Blankers-Koen | Australien · Shirley Strickland · June Maston · Betty McKinnon · Joyce King | Kanada · Viola Myers · Nancy MacKay · Diane Foster · Patricia Jones |
| Längdhopp Detaljer...             | Olga Gyarmati · Ungern                                                                                        | Noemí Simonetto · Argentina                                                 | Ann-Britt Leyman · Sverige                                          |
| Höjdhopp Detaljer...              | Alice Coachman · USA                                                                                          | Dorothy Tyler-Odam · Storbritannien                                         | Micheline Ostermeyer · Frankrike                                    |
| Kulstötning Detaljer...           | Micheline Ostermeyer · Frankrike                                                                              | Amelia Piccinini · Italien                                                  | Ine Schäffer · Österrike                                            |
| Diskuskastning Detaljer...        | Micheline Ostermeyer · Frankrike                                                                              | Edera Cordiale · Italien                                                    | Jacqueline Mazéas · Frankrike                                       |
| Spjutkastning Detaljer...         | Herma Bauma · Österrike                                                                                       | Kaisa Parviainen · Finland                                                  | Lily Carlstedt · Danmark                                            |

## Deltagande nationer
Totalt deltog 745 friidrottare från 53 länder vid de olympiska spelen 1948 i London.
| - Argentina (24) - Australien (18) - Belgien (18) - Bermuda (6) - Brasilien (12) - Brittiska Guyana (1) - Burma (1) - Ceylon (3) - Chile (15) - Colombia (2) - Danmark (16) - Egypten (2) - Filippinerna (1) - Finland (36) | - Frankrike (65) - Grekland (15) - Indien (8) - Irak (2) - Irland (10) - Island (11) - Italien (25) - Jamaica (10) - Jugoslavien (15) - Kanada (27) - Republiken Kina (3) - Kuba (3) - Liechtenstein (2) | - Luxemburg (6) - Malta (1) - Mexiko (5) - Nederländerna (22) - Norge (20) - Nya Zeeland (3) - Pakistan (5) - Panama (1) - Peru (9) - Polen (7) - Portugal (4) - Puerto Rico (4) - Schweiz (20) | - Singapore (1) - Spanien (7) - Storbritannien (79) - Sverige (50) - Sydafrika (6) - Sydkorea (9) - Tjeckoslovakien (11) - Trinidad och Tobago (3) - Turkiet (13) - Ungern (12) - Uruguay (5) - USA (76) - Österrike (15) |